# Tantilla
Tantilla es un género de culebras no venenosas de la subfamilia Colubrinae. Se distribuyen por Centroamérica y zonas próximas del resto de América.

## Descripción
Son culebras pequeñas que raramente miden más de 20 cm de longitud. 

## Especies

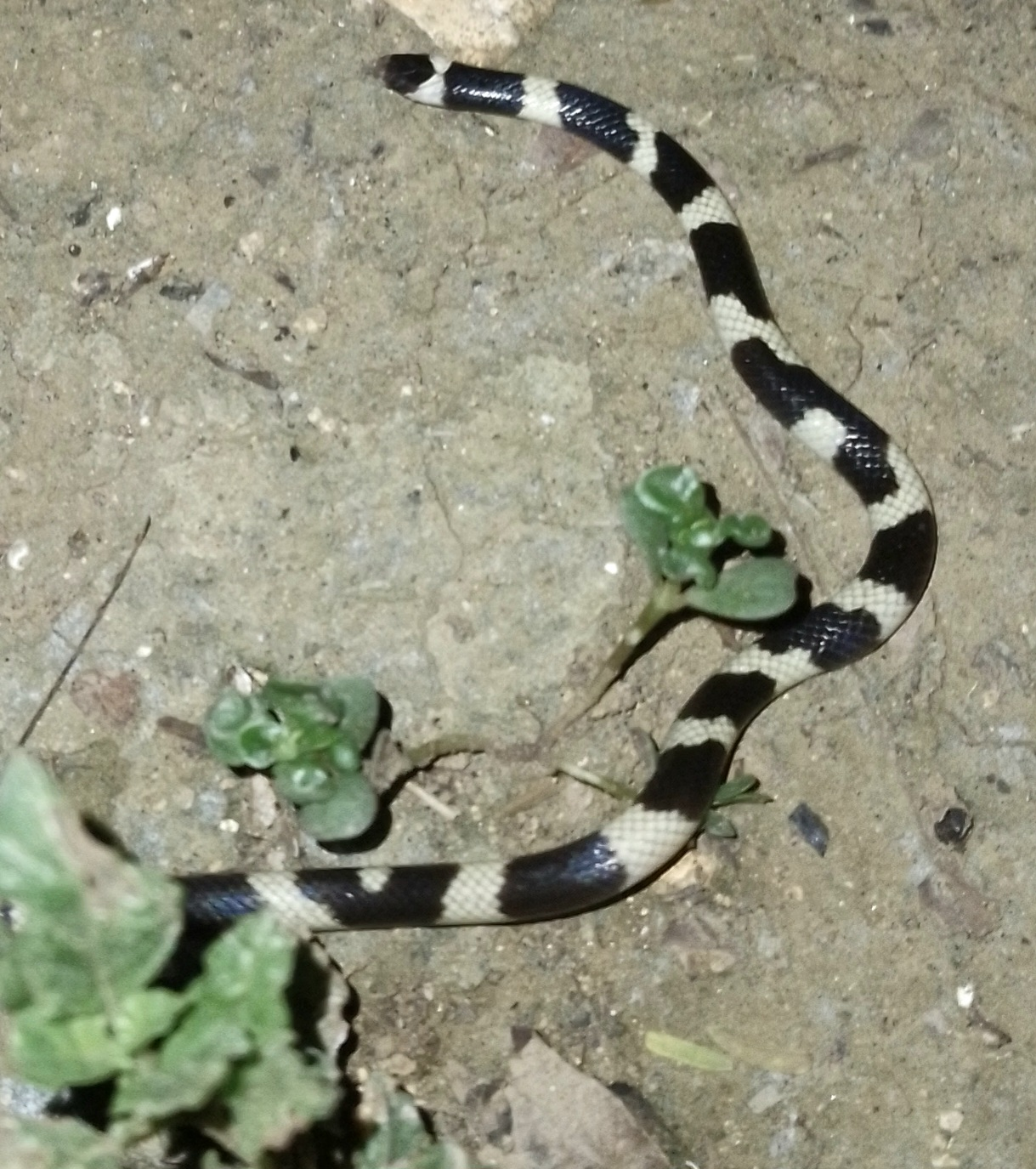
Falsa coral blanca (Tantilla semicincta)

Se reconocen las siguientes especies:
- Tantilla albiceps Barbour, 1925
- Tantilla alticola (Boulenger, 1903)
- Tantilla andinista Wilson & Mena, 1980
- Tantilla armillata Cope, 1876
- Tantilla atriceps (Günther, 1895) – Culebra-encapuchada mexicana
- Tantilla bairdi Stuart, 1941
- Tantilla bocourti (Günther, 1895) – Culebra-encapuchada de Bocourt
- Tantilla boipiranga Sawaya & Sazima, 2003
- Tantilla brevicauda Mertens, 1952
- Tantilla briggsi Savitzky & Smith, 1971 – Culebra-ciempiés de Briggs
- Tantilla calamarina Cope, 1866 – Culebra-ciempiés del Pacífico
- Tantilla capistrata Cope, 1876
- Tantilla carolina Palacios-Aguilar, Fucsko, Jiménez-Arcos, Wilson & Mata-Silva, 2022.[3] - Culebrilla de Carolina.
- Tantilla cascadae Wilson & Meyer, 1981 – Culebra-ciempiés michoacana
- Tantilla ceboruca Canseco-Márquez, Smith, Ponce-Campos, Flores-Villela & Campbell, 2007
- Tantilla coronadoi Hartweg, 1944 – Culebra-ciempiés guerrerense
- Tantilla coronata Baird & Girard, 1853
- Tantilla cucullata Minton, 1956
- Tantilla cuniculator Smith, 1939 – Culebra-ciempiés del Petén
- Tantilla deppei (Bocourt, 1883) – Culebra-ciempiés de Deppe
- Tantilla flavilineata Smith & Burger, 1950 – Culebra-ciempiés rayas amarillas
- Tantilla fraseri (Günther, 1895)
- Tantilla gracilis Baird & Girard, 1853 – Culebra-ciempiés cabeza plana
- Tantilla hendersoni Stafford, 2004
- Tantilla hobartsmithi Taylor, 1937 – Culebra-encapuchada del Suroeste
- Tantilla impensa Campbell, 1998
- Tantilla insulamontana Wilson & Mena, 1980
- Tantilla jani (Günther, 1895) – Culebra-ciempiés de Jan
- Tantilla johnsoni Wilson, Vaughn & Dixon, 1999
- Tantilla lempira Wilson & Mena, 1980
- Tantilla longifrontalis (Boulenger, 1896)
- Tantilla marcovani De Lema, 2004
- Tantilla melanocephala (Linnaeus, 1758)
- Tantilla miyatai Wilson & Knight, 1987
- Tantilla moesta (Günther, 1863) – Culebra-ciempiés vientre negro
- Tantilla nigra (Boulenger, 1914)
- Tantilla nigriceps Kennicott, 1860 – Culebra-encapuchada de pradera
- Tantilla oaxacae Wilson & Meyer, 1971 – Culebra-ciempiés oaxaqueña
- Tantilla olympia Townsend, Wilson, Medina-Flores & Herrera-B, 2013
- Tantilla oolitica Telford, 1966
- Tantilla palamala Esqueda, Rojas-Runjaic, Correa, Ortiz, Guerrero, Jiménez, Bazó, Moreno-Pérez, Aguilar & Urra, 2025[4]
- Tantilla petersi Wilson, 1979
- Tantilla planiceps (Blainville, 1835) – Culebra-encapuchada californiana
- Tantilla psittaca Mccranie, 2011
- Tantilla relicta Telford, 1966
- Tantilla reticulata (Cope, 1860)
- Tantilla robusta Canseco-Márquez, Mendelsohn & Gutiérrez-Mayén, 2002
- Tantilla rubra Cope, 1875 – Culebra-encapuchada roja
- Tantilla ruficeps (Cope, 1894)
- Tantilla schistosa (Bocourt, 1883) – Culebra-ciempiés de tierra colorada
- Tantilla semicincta (Duméril, Bibron & Duméril, 1854) Falsa coral blanca
- Tantilla sertula Wilson & Campbell, 2000
- Tantilla shawi Taylor, 1949 – Culebra-ciempiés de Potosí
- Tantilla slavensi Pérez-Higareda, Smith & Smith, 1985 – Culebra-ciempiés de Slavens
- Tantilla striata Dunn, 1928 – Culebra-ciempiés rayada
- Tantilla supracincta (Peters, 1863)
- Tantilla taeniata (Bocourt, 1883) – Culebra-ciempiés centroamericana
- Tantilla tayrae Wilson, 1983 – Culebra-ciempiés del Tacaná
- Tantilla tecta Campbell & Smith, 1997
- Tantilla trilineata (Peters, 1880)
- Tantilla triseriata Smith & Smith, 1951
- Tantilla tritaeniata Smith & Williams, 1966
- Tantilla vermiformis (Hallowell, 1861)
- Tantilla vulcani Campbell, 1998
- Tantilla wilcoxi Stejneger, 1902 – Culebra-encapuchada chihuahuense
- Tantilla yaquia Smith, 1942 – Culebra-encapuchada yaqui